# Mimandria insularis
Mimandria insularis är en fjärilsart som beskrevs av Swinhoe 1904. Mimandria insularis ingår i släktet Mimandria och familjen mätare. Inga underarter finns listade i Catalogue of Life.